# トゥンハ
トゥンハ (Tunja) は、コロンビアのジャガイモの産地であるボヤカ県に属した市で、同県の県都である。近くには、コロンビア独立戦争のボヤカの戦いが行われたプエンテ・デ・ボヤカ(ボヤカ橋)がある。

## 地理
トゥンハは、アンデス山脈の東、クンディナボジャセンセ地域に位置し、海抜平均2,650メートルの平野区域、中心部が位置する海抜2,770メートルの高原区域、2,900メートルに達する西部区域が存在する。農村区域は、海抜2400メートルから南東部の海抜3,250メートルまでの範囲で、肥沃な土地を生かしたジャガイモ生産が盛んである。また、トゥンハは世界で最も高い15の都市の1つである。

## 経済
トゥンハ市域経済は、商業サービスなど第3次産業とジャガイモなど農業生産が核であるが、工業生産は少ない。理由は、トゥンハがボヤカ圏域の商業の中心地であること、ボヤカ県の行政機関・司法機関・大学等の教育機関が多いためである。
行政サービス及び教育機関の雇用が多く、他の都市と比較して所得水準の高い市の1つとされている。

## 治安
トゥンハはコロンビア国内で10万人当たりの殺人率が最も低く（10万人当たり2人）、ラテンアメリカの平均（10万人当たり23人）を下回っており、西側ヨーロッパ諸国（10人未満）と同じ水準である。
2015年の政府発表では、刑法犯罪率は首都ボゴタの7分の1であり、カリ市の34分の1であった。

## 教育
トゥンハ市では伝統的に教育政策に重点が置かれており、初等教育から高等教育までをすべてカバーしている。特に高等教育機関は市内に7つ存在し、合計で3万4千人の学生が学んでいる。
- コロンビア教育・技術大学
- サント・トマス大学
- ボヤカ大学
- フアン・デ・カステジャーノス大学
- アントニオ・ナリーニョ大学
- 国立公開遠隔大学
- 公立行政高等学院

## 文化施設
- Los Cojines del Zaque
- Museo Casa del Fundador Capitán Gonzalo Suárez Rendón
- Alto de San Lázaro
- Pozo de Donato o de Hunzahúa
- Museo Arqueológico de la Uptc:
- Estadio La Independencia

## 人種
2005年の国勢調査によると、
- 白人系及びメスティーソ：99,6%
- 黒人系：0.2%
- 先住民：0.2%

## 気候
ケッペンの気候区分では温暖夏季地中海性気候(Csb)に分類される。
| トゥンハの2000年から2009年の気候 | トゥンハの2000年から2009年の気候 | トゥンハの2000年から2009年の気候 | トゥンハの2000年から2009年の気候 | トゥンハの2000年から2009年の気候 | トゥンハの2000年から2009年の気候 | トゥンハの2000年から2009年の気候 | トゥンハの2000年から2009年の気候 | トゥンハの2000年から2009年の気候 | トゥンハの2000年から2009年の気候 | トゥンハの2000年から2009年の気候 | トゥンハの2000年から2009年の気候 | トゥンハの2000年から2009年の気候 | トゥンハの2000年から2009年の気候 |
| 月                               | 1月                              | 2月                              | 3月                              | 4月                              | 5月                              | 6月                              | 7月                              | 8月                              | 9月                              | 10月                             | 11月                             | 12月                             | 年                               |
| -------------------------------- | -------------------------------- | -------------------------------- | -------------------------------- | -------------------------------- | -------------------------------- | -------------------------------- | -------------------------------- | -------------------------------- | -------------------------------- | -------------------------------- | -------------------------------- | -------------------------------- | -------------------------------- |
| 平均最高気温 °C （°F）           | 19 (66)                          | 19 (66)                          | 19 (66)                          | 18 (64)                          | 17 (63)                          | 16 (61)                          | 16 (61)                          | 16 (61)                          | 17 (63)                          | 18 (64)                          | 18 (64)                          | 18 (64)                          | 18 (64)                          |
| 平均最低気温 °C （°F）           | 7 (45)                           | 8 (46)                           | 9 (48)                           | 10 (50)                          | 10 (50)                          | 9 (48)                           | 8 (46)                           | 8 (46)                           | 8 (46)                           | 9 (48)                           | 9 (48)                           | 8 (46)                           | 8 (46)                           |
| 雨量 mm （inch）                 | 15 (0.59)                        | 27 (1.06)                        | 54 (2.13)                        | 78 (3.07)                        | 85 (3.35)                        | 56 (2.2)                         | 45 (1.77)                        | 43 (1.69)                        | 52 (2.05)                        | 89 (3.5)                         | 70 (2.76)                        | 31 (1.22)                        | 645 (25.39)                      |
| 出典：                           |                                  |                                  |                                  |                                  |                                  |                                  |                                  |                                  |                                  |                                  |                                  |                                  |                                  |

## スポーツ
トゥンハは高地に位置すること、大気汚染レベルが国内でも低いこともあり、各種スポーツの練習が盛んにおこなわれている。
具体的には、2000年にはコロンビア国内スポーツ大会、2008年にはフットサルの南米大会が開催された。テコンドーの国際大会も開催実績がある。当市近郊にはサッカー、ロードバイクの高地練習、ゴルフ、カポエイラ、ラグビーなどの練習施設も整っている。
サッカーでは、コロンビア一部リーグ所属のパトリオタス・ボヤカ、二部リーク所属で2008年と2009年にリベルタドーレス杯出場実績のあるボヤカ・チコの本拠地がある。
自転車競技では国内リーグで9つのタイトルを獲得している、ボヤカ・オルグージョ・デ・アメリカの本拠地である。

## 姉妹都市
- パンプローナ（コロンビア）
- バジェドゥパル（コロンビア）
- ポテンツァ（イタリア）

## 著名な出身者
・ナイロ・キンタナ - 自転車競技選手